# Kot Figaro

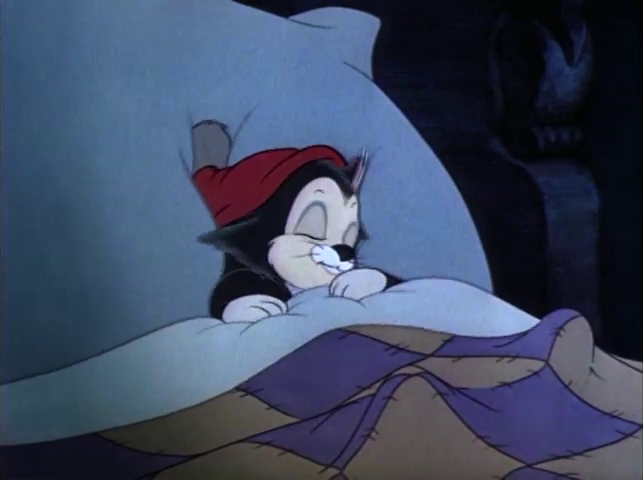
Figaro w scenie filmu Pinokio

Kot Figaro – fikcyjna postać występująca w filmach animowanych i komiksach, stworzona w studiu Walta Disneya. Czarny kot ze znacznymi białymi łatami. 
Po raz pierwszy Figaro pojawił się w 1940 roku w filmie animowanym Pinokio, jako jedna z dwóch oryginalnych postaci stworzoną do tego filmu (druga była rybka Cleo). Okazał się popularną postacią i pojawił się kilku innych filmach animowanych w latach 40. Po pół wieku przerwy (nie występował w żadnych produkcjach od lat 50. do późnych 90.). Figaro czasami występuje w Klubie przyjaciół Myszki Miki albo w serialu Butik Minnie, często jako zwierzak Myszki Minnie lub jako kolega Psa Pluto.
Figaro niszczący łapką swastykę stał się symbolem umieszczanym na myśliwcach RAF-u pilotowanych przez Iana Gleeda w czasie II wojny światowej. Po raz pierwszy znalazł się na  drzwiach Hawker Hurricane P2798 w 1940 roku. Później namalowany został także na Hawker Hurricane Z3779 oraz Supermarine Spitfire AB502. Fragmenty samolotów z wizerunkami Figaro znalazły się w 1971 roku w zbiorach Muzeum RAF-u.